# Laurel und Hardy: Eine Landpartie
Perfect Day (deutsche Filmtitel: Eine Landpartie / Dick und Doof machen eine Landpartie / Der Sport am Sonntag / Ein perfekter Tag) ist eine US-amerikanische Kurzfilm-Komödie des Komikerduos Laurel und Hardy aus dem Jahr 1929.

## Handlung
An einem idyllischen Sonntag wollen Stan und Ollie mit ihren Ehefrauen und dem mürrischen, gichtkranken Onkel Edgar einen Ausflug ins Blaue machen. Schon bei den Vorbereitungen geht aber einiges schief: Stan und Ollie zerstören durch ihre Tollpatschigkeit den Proviant und schieben sich gegenseitig die Schuld daran zu, was in eine Prügelei ausartet. Als die fünf Leute schließlich losfahren wollen, zerstört ein auf der Straße liegender Nagel den Reifen ihres Ford Modell T. Der Reifenwechsel gestaltet sich als langwierig und schwierig, zumal sie das Fenster ihres Nachbarns demolieren, der wutentbrannt dann ihr Autofenster zerstört. Zu allem Überfluss taucht auch noch der Pfarrer auf, vor dem man sich versteckt, da er nicht sehen soll, dass sie am Sonntag einen Ausflug machen. Als das Auto endlich – nach vielen Streitereien und Pannen – zum Laufen kommt, winken die Insassen ihren Nachbarn zum Abschied (ein Running Gag des Kurzfilmes, da sie dies immer taten, wenn sie dachten, dass sie endlich losfahren könnten). Unachtsam vom Winken, steuert Ollie das Auto direkt in einen Wassergraben, in welchem es samt Insassen versinkt.

## Hintergrund
Perfect Day mit Laurel und Hardy unter Regie von James Parrott, dem jüngeren Bruder von Charley Chase, war einer der ersten Tonfilme des Duos. Er wurde im Mai 1929 geschrieben und zwischen dem 1. und 8. Juni 1929 gedreht.  Zu diesem filmgeschichtlichen Zeitpunkt befand sich der Tonfilm noch in der Entwicklung, umso bemerkenswerter gilt es, dass hier die Toneffekte bereits ausgereift sind. Das Geräusch, mit welchem Stans Kopf an die Kupplung des Wagens kommt, wurde gar von einem zeitgenössischen Kritiker als „witzigster Toneffekt einer Komödie bisher“ erhoben. Perfect Day wird daher als Beispiel dafür gesehen, dass Laurel und Hardy schon früh mit den Neuerungen des Tonfilmes zurechtkamen. 
1929 wurde der Film zunächst ohne Filmmusik veröffentlicht; für eine erneute Kinoveröffentlichung im Jahre 1936 wurde er allerdings mit Musik von Leroy Shield unterlegt.
Zunächst war ein verunglücktes Picknick als Schlussszene geplant gewesen. Da jedoch die Gags um das Auto bereits genug Material bildeten, wurde die Idee mit dem Picknick wieder fallen gelassen.